# اورگن سیتی (اورگن)
اورگان سیتی (به انگلیسی: OregonCity) شهری در شهرستان کلکمس، اورگن ایالت اورگن است و در سرشماری سال ۲۰۱۱، ۳۱٬۸۵۹ نفر جمعیت داشته که نسبت به سال ۲۰۱۰، ۱٫۱۳ درصد رشد جمعیت داشته‌است.

## موقعیت جغرافیایی
موقعیت جغرافیایی شهرها و مناطق اطراف به شرح زیر است: